# 朝見川
朝見川（あさみがわ）は、大分県別府市を流れ別府湾に注ぐ河川で、二級水系の本川である。

## 概要
別府市南部を西から東に向かって、扇状地のほぼ南縁に沿って流れる。

## 災害
1951年（昭和26年）10月14日には、ルース台風により朝見川が氾濫し、多数の家屋が浸水した。また、1954年（昭和29年）9月13日には、台風12号により朝見川が氾濫し、浜脇の一部が浸水している。

## 支流
支流の乙原川、鮎返川は大正時代から別府市の上水道の水源として利用され、それぞれ乙原ダム、鮎返ダムが設けられている。現在は大半を大分川からの取水に頼っているものの、これらのダムはその代替水源として位置づけられている。また、乙原ダムは、1917年（大正6年）に竣工した、大分県内で最も古い貯水池である。
- 河内川
- 乙原川
- 鮎返川